# Piero Ciampi
Piero Ciampi, noto anche con lo pseudonimo di Piero Litaliano (Livorno, 28 settembre 1934 – Roma, 19 gennaio 1980), è stato un cantautore e poeta italiano.

## Biografia

### L'adolescenza e le prime esperienze musicali
Piero Ciampi nacque a Livorno, in via Roma 1, di fronte alla casa natale di Amedeo Modigliani, dal secondo matrimonio del padre, un commerciante di pellame. Durante la seconda guerra mondiale, a seguito dei bombardamenti sulla città, la famiglia Ciampi sfollò nelle campagne pisane per tornare a Livorno solo diversi anni dopo la fine del conflitto. Quel primo tragico bombardamento della città, infatti, devastò completamente la zona del porto, causando quasi seimila vittime. Livorno rimase comunque la sua città di riferimento, nonostante Piero avesse dovuto abbandonarla per la prima volta già nel 1943.
Nel 1948 si iscrisse al Liceo Scientifico “Vittorio Veneto” di Milano, ospite della zia paterna. Arrivato al quinto anno, dopo vari tentativi tra scuole pubbliche e private, non riuscì a conseguire la maturità. Tornato a Livorno formò, con i fratelli Roberto e Paolo, un trio musicale in cui si cimentò come cantante. In quel periodo si sostentò lavorando in una ditta di oli lubrificanti del porto fino a quando non ricevette la chiamata al servizio militare.
Svolse il CAR a Pesaro, dove, nelle serate di libera uscita, suonava nei locali della zona insieme a tre commilitoni, tra i quali Gian Franco Reverberi. Già durante questo periodo, come raccontò Reverberi, cominciò a manifestarsi il suo carattere rissoso; “uomo e poeta affascinante, poteva suscitare sia odio che amore. Di lui si innamorò in quel periodo la figlia del comandante, a cui Ciampi scriveva lettere ogni giorno”. Sempre secondo Reverberi, “neanche Cyrano de Bergerac avrebbe saputo fare di meglio”.

### Il periodo parigino
Tornato a Livorno, inizia a suonare il contrabbasso (strumento studiato da autodidatta) in piccoli complessi della zona. Ma, mosso dall'inquietudine e dalla necessità economica, nel 1957 si reca a Genova, dove ritrova Reverberi e dove coltiva un’amicizia con il pittore Federico Sirigu. In seguito si trasferisce a Parigi dove comincia a modulare un suo personale stile musicale, caratterizzato da “atmosfere crepuscolari, versi scarni, pathos” e interpretato con voce roca e cavernosa; si tratta di canzoni riconsiderate in seguito, nel contesto della brillante stagione cantautorale dell’epoca. Nonostante il felice periodo creativo, vive in indigenza, cantando le sue poesie, spesso scritte poche ore prima dell’esibizione, in cambio di compensi appena sufficienti al sostentamento; si fa comunque conoscere in alcuni ambienti culturali parigini dove cominciano a chiamarlo "l'italianó"; in questo contesto conosce Louis-Ferdinand Céline e diviene estimatore di Georges Brassens.
Durante il soggiorno parigino ha modo di conoscere e fare amicizia anche con Leonard Cohen, che anni dopo reincontrerà a Roma.

### Gli anni '60: le prime incisioni e i primi insuccessi
Nel 1958 si reca in Svezia come chitarrista, insieme a Luigi Tenco e Giulio Frezza. L'anno seguente torna a Livorno. Reverberi, che nel frattempo si è inserito nell'ambiente musicale, lo convince a trasferirsi a Milano, dove lavora con Franco Crepax, alla Ricordi. Nel 1961 Ciampi pubblica, per la Bluebell di Antonio Casetta, il suo primo disco (Conphiteor/La grotta dell'amore). Il nome che compare in copertina è quello di Piero Litaliano (riprendendo quindi, senza l'apostrofo e senza l'accento, il suo nomignolo parigino).
Crepax passa alla CGD e Ciampi lo segue. Per questa etichetta incide altri singoli e, nel 1963, il suo primo album: Piero Litaliano (ristampato in cd nel 1990 con lo stesso titolo ma con il vero nome del cantante). L'album però non ha successo di pubblico né di critica. Solo Natalia Aspesi scrive, recensendolo, «nei suoi versi si trova qualcosa di abbastanza poetico per riuscire incomprensibile all'amatore abituale di canzonette».
Il cantautore, quindi, torna dapprima a Livorno e poi a Roma con Gaetano Pulvirenti (uno dei fondatori della Karim) che gli affida la direzione artistica di una piccola etichetta discografica, la Ariel (nata alla fine degli anni cinquanta). In questo periodo Ciampi si dedica a composizioni più orecchiabili e firma canzoni per altri interpreti; tra queste Lungo treno del sud nel 1962 per Tony Del Monaco, Nessuno mai mi ha mandato dei fior, nello stesso anno, per Katyna Ranieri, Nato in settembre e Ballata per un amore perduto nel 1963, entrambe per Georgia Moll, Autunno a Milano nel 1964, per Milly e, soprattutto, Ho bisogno di vederti che, cantata da Gigliola Cinquetti e Connie Francis, raggiunge la finale del Festival di Sanremo 1965. Questa canzone fu poi ripresa, nello stesso anno, anche da Wilma Goich e Memo Remigi; la incide anche Ciampi, ma senza successo. In concomitanza, l’etichetta Ariel chiude i battenti.
Gli anni sessanta sono comunque caratterizzati da numerosi spostamenti di Ciampi, incline a muoversi “senza un motivo preciso, improvvisamente e senza comunicare ad alcuno le sue mete”: Svezia, Spagna, Inghilterra, Irlanda.

### La collaborazione con Lucia Rango e la scoperta dell'inedito 50 anni dopo
Nel 1967 esce, per la casa discografica Sibilla, Lucia Rango Show, un album della cantante Lucia Rango che contiene alcune canzoni scritte da Ciampi su musiche di Elvio Monti (per la precisione Samba per un amore, Il tuo volto, Stasera resta qui, Primavera a Roma, Ti ho sognato e Sono stanca), e vecchi brani (Non chiedermi più, Fino all'ultimo minuto, Quando il giorno tornerà, Qualcuno tornerà e Hai lasciato a casa il tuo sorriso).
Era nota l'esistenza di un'incisione del 1967 cantata a due voci da Piero Ciampi e Lucia Rango, ma si credeva perduta.
Il brano è stato recuperato, a seguito di un lungo lavoro di ricerca, dalla giornalista Lucilla Chiodi, che lo ha scoperto a distanza di oltre 50 anni. Chiodi ha deciso quindi di promuovere la ristampa del disco della Rango, proponendola a un'etichetta discografica e curandone poi interamente il progetto. La ristampa contiene, oltre a foto e materiali mai pubblicati, un'intervista di Lucilla Chiodi a Lucia Rango la quale - in oltre 50 anni - non era mai stata interpellata sulla sua collaborazione e amicizia con Piero Ciampi. L'intervista costituisce una testimonianza preziosissima del rapporto tra i due artisti e racconta la loro collaborazione per Lucia Rango Show.
La canzone cantata da Piero Ciampi e Lucia Rango - unico duetto mai inciso dal cantautore livornese - viene pubblicata per la prima volta il 28 giugno 2022, nell’album Lucia Rango canta Piero Ciampi, edito dall'etichetta Anni Luce, in un'inedita veste grafica, in 300 copie in vinile. Nel gennaio del 2023 Lucia Rango viene insignita del Premio Ciampi a Livorno. Nel maggio 2023 l'album viene ristampato anche in una versione in CD.

### Gli anni '70 e la morte
A riconoscerne il valore artistico come interprete, oltre che come autore, sono soprattutto alcuni colleghi dei primi anni milanesi, tra cui Gino Paoli che abitualmente interpreta le sue canzoni e che riesce a fargli avere un contratto con la RCA Italiana e un consistente anticipo in denaro che il cantautore livornese dilapida senza incidere un solo pezzo. Inoltre, partecipa spesso ai concerti sotto l’effetto dell’alcool, insultando, in qualche occasione, la platea. Nonostante la scontrosità dovuta all'abuso di alcool, coltiva comunque alcune amicizie, come quella col calciatore friulano Ezio Vendrame che, durante un incontro allo stadio Appiani con la maglia del Padova, ferma il gioco per salutare pubblicamente Ciampi, dopo averlo riconosciuto per caso sugli spalti.
Pur continuando a incidere, non ottiene rilevanti riscontri, mentre maggiori sono i riconoscimenti come autore: nel 1973 Bambino mio (scritta da Ciampi con Pino Pavone, cantautore calabrese conosciuto da Ciampi nel 1960) viene cantata da Carmen Villani a Canzonissima (Villani aveva anche progettato di incidere un intero album con le canzoni di Ciampi, ma la RCA Italiana non approvò il progetto).
Tra il 1970 e il 1971, collabora con Dalida che, in occasione di una celebre puntata di Senza rete, interpreta (per poi inciderla nel 1975) la canzone La colpa è tua (orchestrazione di Gianni Marchetti). Il testo, in realtà, è la rielaborazione, realizzata dallo stesso Ciampi, di un altro suo brano particolarmente significativo, Cara: versi carichi di sottile inquietudine esistenziale, valorizzati dall’interpretazione di Dalida.
Lo stesso anno Nicola Di Bari rifiuta Io e te, Maria, brano che poi accetta di incidere l'anno successivo. Ed è proprio nel 1974 che la carriera di Ciampi potrebbe avere una svolta significativa: Ornella Vanoni contatta Gianni Marchetti per incidere un intero album con canzoni scritte da Ciampi, ma lo stesso Ciampi si rende introvabile e, quando ricompare, ormai il progetto è stato realizzato da Nada con l'album Ho scoperto che esisto anch'io. Fonti dell’epoca riferiscono che Ciampi “si trascinasse da un club all'altro, spesso senza concludere i concerti e litigando con organizzatori, baristi e ascoltatori". In questi anni torna spesso a Livorno.
Del 1976 è la sua apparizione al Club Tenco: la serata viene registrata e anni dopo pubblicata anche su CD. Tra la fine del 1976 e gli inizi del 1977 Ciampi prova ad esibirsi in concerto con alcuni amici dell’etichetta RCA Italiana, Paolo Conte, Nada e Renzo Zenobi, ma le serate non riscuotono molto successo; viene anche registrata la trasmissione televisiva Piero Ciampi, no!, che la Rai trasmette il 3 agosto 1978 sulla Rete 2. In essa, canta cinque brani in una ventina di minuti, introducendoli con riflessioni sulla vita, l'amore, la solitudine e altri temi esistenziali presenti nei suoi testi. In questi stessi anni, è particolarmente sostenuto da Radio Capodistria – emittente jugoslava che trasmette in lingua italiana alla Comunità Nazionale Italiana in Istria (CNI) e nelle regioni italiane limitrofe, all'epoca seguita anche in Italia – che trasmette con notevole assiduità le sue canzoni.
Muore a Roma, in solitudine, in un corridoio dell'ospedale Umberto I, il 19 gennaio 1980 all'età di 45 anni per un cancro all'esofago, assistito dal suo medico, anche lui cantautore: Mimmo Locasciulli (che per ricordare l'amico incise, anni dopo, una delle canzoni di Ciampi: Tu no). Le sue spoglie riposano nel cimitero monumentale della Misericordia di Livorno. 

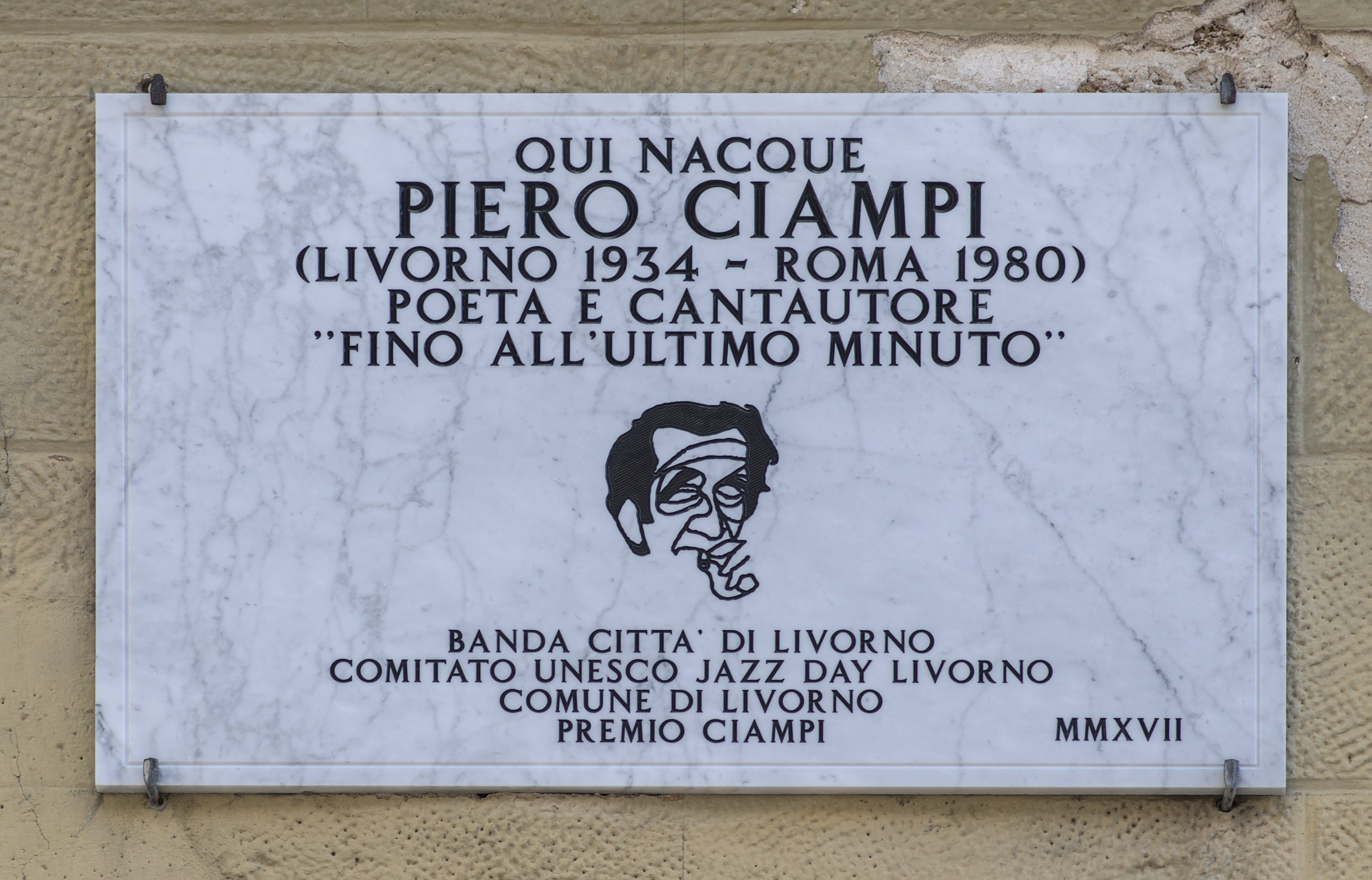
Ricordo del cantautore Piero Ciampi in via Roma a Livorno

## Vita privata
Piero Ciampi si sposò due volte: nel 1962 con l’irlandese Brigit Mary Fox da cui ebbe un figlio, Steven (1963-2010) e successivamente con Gabriella Fanali, da cui ebbe una figlia, Mira (1965).
È stata avanzata l'ipotesi che soffrisse del disturbo bipolare.

## Discografia

### Album in studio
- 1963 - Piero Litaliano (come Piero Litaliano) (CGD, FG 5007)
- 1971 - Piero Ciampi (Amico, ZSLF 55041)
- 1973 - Io e te abbiamo perso la bussola (Amico, DZSLF 55133)
- 1976 - Dentro e fuori (RCA Italiana, TCL2 1184)

### Album dal vivo
- 1995 - Live al Tenco '76, inediti e provini (Papiro, PA 0011295)
- 2010 - E continuo a cantare. Piero Ciampi live (Promo Music/Edel)

### Raccolte
- 1975 - Andare camminare lavorare e altri discorsi (RCA Italiana, TPL1 1109)
- 1981 - Le carte in regola (RCA Italiana - Lineatre, NL 33178)
- 1990 - L'album di Piero Ciampi (RCA, NL 74506 (3))
- 1995 - Piero Ciampi (CD RCA - All the best, 74321 32947 2)
- 1997 - Il mondo di Piero Ciampi (CD RCA Italiana - Lineatre, 74321 51245 2)
- 2000 - Non siamo tutti eroi (On Sale Music 52, OSM 049)
- 2010 - Le canzoni e le sue storie (CD + DVD) (Sony Music, 88697651802)
- 2010 - Piero Ciampi (Record Service)

### EP
- 1961 - Fino all'ultimo minuto/Qualcuno tornerà/Autunno a Milano/Hai lasciato a casa il tuo sorriso
- 1992 - CD omaggio allegato al volume "Tutta l'opera" (Arcana, ARC A3; con cinque brani inediti del periodo RCA)

### Singoli
- 1960 - Conphiteor/La grotta dell'amore (Bluebell, BB 03044; inciso come Piero Litaliano)
- 1961 - L'ultima volta che la vidi/Quando il vento si leva (Bluebell, BB 03056; inciso come Piero Litaliano)
- 1961 - Fino all'ultimo minuto/Qualcuno tornerà (CGD, N 9310; inciso come Piero Litaliano)
- 1961 - Autunno a Milano/Hai lasciato a casa il tuo sorriso (CGD, N 9311; inciso come Piero Litaliano)
- 1962 - Confesso/Non siamo tutti eroi (CGD, N 9325; inciso come Piero Litaliano)
- 1962 - Lungo treno del Sud/Non siamo tutti eroi (CGD, N 9331; inciso come Piero Litaliano)
- 1962 - Fra cent'anni/Confesso (CGD, N 9369; inciso come Piero Litaliano)
- 1962 - Alé Alé/Fra cent'anni (CGD, N 9402; inciso come Piero Litaliano)
- 1965 - Un giorno o l'altro ti lascerò/E va bene (Ariel, NF 501)
- 1965 - Ho bisogno di vederti/Chieder perdono non è peccato (Ariel, NF 509)
- 1970 - Tu no/Barbara non c'è (Det, DTP 59)
- 1971 - L'amore è tutto qui/Il vino (Amico, ZF 50173)
- 1972 - Il giocatore/40 soldati 40 sorelle (Amico, ZSLF 50219)
- 1973 - Io e te, Maria/Te lo faccio vedere chi sono io (Amico, ZSLF 50276)
- 1975 - Andare camminare lavorare/Cristo tra i chitarristi (RCA Italiana, TPBO 1081)
- 1975 - Uffa che noia/Canto una suora (RCA Italiana, TPBO 1178)

### Tributi
- 1992 - AA.VV. Te lo faccio vedere chi sono io! Gli amici cantano Piero Ciampi
- 2000 - AA.VV. Inciampando
- 2010 - AA.VV. E continuo a cantare: Piero Ciampi live
- 2012 - AA.VV. Cosa resta di Piero Ciampi
- 2013 - AA.VV. Reinciampando. Atto primo
- 2016 - Tony Cattano, Andrea Pellegrini, Nino Pellegrini, Michele Vannucci, Francesco Pellegrini, Fino all'ultimo minuto - Le musiche di Piero Ciampi in jazz
- 2016 - Bobo Rondelli Bobo Rondelli canta Piero Ciampi

## Opere
- 53 poesie, Roma, RCA, 1973
- Canzoni e poesie, Roma, Lato side, 1980.
- Ho solo la faccia di un uomo. Poesie e racconti inediti, Marano Lagunare, GET, 1985.
- Tutta l'opera, Milano, Arcana, 1992. ISBN 88-7966-006-3

## Omaggi
- Gino Paoli ha portato in tournée il repertorio di Ciampi e, nel 1980, ha inciso un album interamente composto da canzoni di Ciampi, Ha tutte le carte in regola.
- Nada ha divulgato le canzoni di Piero Ciampi durante gli anni ottanta.
- Il 5 marzo 1990 al Teatro Argentina di Roma si tenne un concerto, trasmesso da Rai 2 nel quale si esibirono, cantando ognuno una canzone di Ciampi, tra gli altri, Renato Zero, Gino Paoli, Toquinho, Lucio Dalla, Michele Placido, Duilio Del Prete e Massimo Bizzarri. Fu prodotto un CD contenente tutti i brani e le poesie eseguite.
- Il gruppo new wave La Crus, nel suo primo album inserisce la cover del brano Il vino, eseguita live nel 2008 con il coro de I Situazionisti al Teatro Regio di Parma in occasione di un evento dedicato a Ciampi; la registrazione è contenuta nel cd E continuo a cantare. Piero Ciampi live uscito nel 2010.
- Bobo Rondelli reinterpreta, nei live, alcuni pezzi di Ciampi.
- Luca Faggella a Ciampi ha dedicato un intero album di cover Luca Faggella canta Piero Ciampi.
- Paolo Rossi, nel 1998, inserisce la sua versione del brano Te lo faccio vedere chi sono io all'interno della compilation Zelig Vivo.
- Il gruppo acoustic-folk Mercanti di liquore ha dedicato a Ciampi, nell'album CHE/COSA/TE/NE/FAI/DI/UN/TITOLO, la canzone La moglie brontolona come segno dell'ammirazione del gruppo per il cantautore livornese.
- Il gruppo rock-folk Marmaja dedica a Piero Ciampi, nel proprio album omonimo MarMaja del 2004, 6 marzo, la cronaca dell'ultimo giorno in cui Ciampi fu visto a Livorno, all'osteria dei Terrazzini.
- Il cantautore lucchese Marco Panattoni (cantante del gruppo Colectivo Panattoni) ha inciso nel suo CD Il meccanismo del 2003 la cover di Ciampi Il vino con la quale ha vinto l'edizione del 2000 del premio Ciampi.
- Renato Zero, nell'album La coscienza di Zero, gli dedica la canzone L'aquilone Piero.
- Il cantautore Claudio Lolli ha dedicato alla controversa figura del cantautore la poesia musicata I musicisti di Ciampi.
- Massimo Bizzarri gli ha dedicato due canzoni: Canzone per Piero Ciampi (contenuta nell'album Gocce di vita) e Se ci fosse ancora Piero (che si trova nell'album Bizzarro Bizzarri).
- Il lungo titolo di una canzone di Zucchero Fornaciari (come da lui narrato durante una lunga intervista, ma riconosciuto solo in seguito a una causa intentatagli dai parenti del defunto cantautore per non aver accreditato l'autore) è una citazione da Piero Ciampi: Il mare impetuoso al tramonto, salì sulla luna e dietro una tendina di stelle... a cui seguono le parole «se la chiavò» che Zucchero pronuncia sottovoce alla fine del brano, incluso nell’album Oro, incenso e birra del 1989.
- Franco Simone interpreta la canzone Tu no nell'album Dizionario (rosso) dei sentimenti del 2003.
- Il gruppo musicale Baustelle lo ha citato nella canzone Baudelaire (un verso della quale recita «nei fiori dei campi vive Piero Ciampi») dall'album Amen.
- Franco Califano lo ricorda con la canzone Io non piango, incisa nell'album Tac...! del 1977; la musica è di Frank Del Giudice. Califano piange sulle ...due vite violentate... (la sua e quella dell'amico), non comprendendo come la cattiveria umana possa arrivare ad annientare chi, debole e indifeso, trova riparo e ispirazione nella propria sensibilità, come appunto Califano e Ciampi. Piero Ciampi morì nel 1980, tre anni dopo la pubblicazione del brano.
- Vinicio Capossela reinterpreta il brano Adius.
- Nel 2006, al Teatro Rossini di Lugo di Romagna (RA), viene presentato lo spettacolo Donne d'amore, la canzone poesia, scritto e interpretato da Michele Fenati, e con la partecipazione (voce recitante) di Sabrina Ruffini. Qui viene riproposto, riarrangiato in chiave classica, il brano Io e te Maria.[16][17]
- Nel febbraio 2006 si è svolto a Livorno il Francisco Festival, manifestazione celebrativa dell'amicizia tra Piero Ciampi e il pittore sardo Francisco D'Intremontes, al secolo Federico Sirigu. A Francisco era dedicata la canzone Ha tutte le carte in regola, da molti erroneamente scambiata per un testo autobiografico.[18]
- Nel 2008 la cantattrice veneziana Rossella Seno pubblica il CD E il tempo se ne va (Gruppo Art Tape) dove interpreta quattro canzoni di Piero Ciampi tra cui E il tempo se ne va di Ciampi e Marchetti, un inedito con il testo rielaborato da Ezio Alovisi e l'orchestra di Roma diretta da Gianni Marchetti.
- Nel 2009 il cantautore Morgan pubblica il CD Italian Songbook Volume 1 dove interpreta alcune canzoni italiane degli anni '50 e '60. Tra queste vi è Qualcuno tornerà di Piero e Roberto Ciampi, proposte sia nel testo originale in italiano, sia in un adattamento in inglese composto dallo stesso Morgan (titolo That Someone).
- Nella sua tournée estiva del 2009, Piero Pelù insieme al gruppo Acquaragia Drom canta Il vino.
- Nel 2009 il cantautore parmigiano Dente interpreta Tu no al Circolo degli artisti di Roma, in omaggio a Piero Ciampi.
- Nel 2010 il compositore Gianni Marchetti pubblica il CD Il mio Piero Ciampi. Musiche di un incontro (Heristal Entertainment) allegato al libro Il mio Piero Ciampi. Pagine di un incontro, che contiene quattro inediti cantati da Assia più uno strumentale, otto versioni strumentali delle canzoni scritte da Marchetti con Ciampi e due cantate da Piero Ciampi, la prima Barbara non c'è del 1971 e l'ultima Due del 1979, rimasta un provino.
- Nel 2010 il cantautore folk statunitense Bonnie "Prince" Billy alias Will Oldham ha omaggiato Piero Ciampi nel suo album The Wonder Show of the World. Il cantautore non specifica quale canzone/i esattamente ma entrambi i testi "Kids" e "That´s what our love is" sono ispirate da Litaliano.
- Nel 2012, nella puntata del 29 novembre di X-Factor, Chiara Galiazzo si è esibita con L'amore è tutto qui. La band italiana Lady Ubuntu esegue dal vivo un omaggio a Piero Ciampi, suonando il brano Adius.
- Il cantautore italiano Niccolò Contessa, sotto lo pseudonimo de I Cani, cita Piero Ciampi nella canzone Storia di un artista, dedicata alle vite maledette di molti artisti contemporanei
- Nel 2014 Alessio Boni e Marcello Prayer mettono in scena il reading Amore scalzo, intreccio poetico tra la musica e le parole di Piero Ciampi, al Premio Ciampi 2014; nella stessa edizione del festival il trio jazz formato da Andrea Pellegrini (piano), Nino Pellegrini (contrabbasso) e Michele Vannucci (batteria) eseguono proprie versioni strumentali delle sue canzoni nel concerto dal titolo "Andrea e Nino Pellegrini incontrano Piero Litaliano" al nuovo Teatro delle Commedie di Livorno.
- La trasmissione radiofonica che fu di Giovanni Guido Elsner (detto Gianni) in diverse radio locali romane, tra cui Radio Radio e Radio Sei si intitolava Te lo faccio vedere chi sono io, come la canzone che era anche la sigla iniziale.
- Nel 2016 Stella Burns and The Lonesome Rabbits pubblicano una versione inglese del brano La polvere si alza che, nella traduzione di Stella Burns diventa While the dust gets up, nell'album Jukebox Songs.
- Il 29 aprile 2018, durante la cerimonia pubblica di inaugurazione della lapide apposta sulla casa natale di Piero Ciampi in via Roma n.1 a Livorno alla presenza di Gian Franco Reverberi, del sindaco Filippo Nogarin, della Banda città di Livorno e altre autorità, il trombonista Tony Cattano e il sassofonista Beppe Scardino hanno eseguito Fino all'ultimo minuto dello stesso Reverberi nell'arrangiamento di Andrea Pellegrini, il primo dalla finestra della casa natale di Ciampi, l'altro dalla finestra della casa natale di Amedeo Modigliani posta esattamente di fronte. La lapide, in marmo di Carrara, dalle misure in rapporto aureo, disegnata dall'architetto Chiara Carboni e contenente un disegno dell'artista livornese Riccardo Bargellini, è stata ideata e realizzata dal Comitato UNESCO Jazz Day Livorno promosso da Andrea Pellegrini e dalla Banda città di Livorno col contributo del comune di Livorno e recita Qui nacque Piero Ciampi (1934-1980), poeta e cantautore "fino all'ultimo minuto".[19] Da allora la semplice cerimonia si svolge ogni anno (Aprile 2018, "Mese del Jazz", Novembre 2019 in occasione del Premio Ciampi 2019 e 19 Gennaio 2021, anniversario della morte di Ciampi, con gli stessi musicisti; 19 Gennaio 2022 con i trombettisti Matilde Gori Sommati e Giulio Mari e il poeta Aldo Galeazzi).
- Nel 2021, il cantautore inglese Peter Hammill inserisce una versione con un testo adattato in lingua inglese del brano Il vino nel suo album di cover In Translation.[20]
- Nel 2025, il rapper Inoki lo cita in “Giorni Di Piombo” dell’album 60 Hz II di Dj  Shocca con la frase “Che la vita è corta me l’ha detto Piero Ciampi”